# Liste des vicomtes de Vienne
Si Girart de Vienne fut le premier comte de Vienne pendant 25 ans, puis Boson et ses descendants ensuite, jusqu'à l'incorporation du Viennois dans le Duché de Bourgogne, ceci jusqu'à l'annexion officielle de Vienne en 1032 par le Saint Empire Romain Germanique, il existait, dès le IXe siècle, une régence nobiliaire assurée par les vicomtes de Vienne.
Ces nobles, au nom souvent germanique, étaient certainement des vassaux des princes carolingiens, devaient être implantés dans leurs territoires autour des sites d'Albon, Mantaille et Anneyron et restèrent au pouvoir pendant plus d'un siècle au sein d'un même groupe familial.
Le premier d'entre eux, Angelboton est présent en 842 avec sa femme Anne et effectue un échange de terres dans le pagus de Vienne près de l'église de St-Romain, avec le comte Erchembold, qui en donne d'autres, avec le consentement de l'archevêque élu Agilmar/Aguilmar situé dans le même pagus, in villa Brociano subterinre (les Brosses). Ce vicomte est présent en avril 870 dans une séance publique avec les principaux personnages dominants du viennois, à savoir Girart de Roussillon et l'archevêque Adon, proche de Lothaire, puis de Charles le Chauve, inﬂuent homme d'église formé à Prûm, puis à Rome, nommé à Vienne en 860, jusqu'à sa mort en 875.
Les vicomtes de Vienne seront les représentants du pouvoir en place à la suite du comte Girard qui sera chassé de Vienne en 870 par Charles le Chauve, et entretiendront des rapports étroits avec Boson et ses descendants, tels le fils d'Angelboton, Arlulfe, nommé par Boson avant 875, son fils Bérilon également vicomte de Vienne en 896 en compagnie de Louis III l'Aveugle ; puis par cet acte du 25 janvier 945 témoignant de la proximité familiale ou féodale des vicomtes successifs avec les bosonides : « Diplôme des rois d'Italie Hugues et Lothaire, par lequel, pour le repos de l'âme de leur aïeul Thetbaldus et de leur père, de Bertilion père d'Ingelbert, ils donnent à l'église de St-Maurice de Vienne, dont Sobon est archevêque ».

## Sources et étude bibliographique
Cette existence d'un pouvoir nobiliaire héréditaire avait été étudiée dans un premier temps par Frédéric Charles Jean Gingins de la Sarraz, puis par Auguste Bernard et René Poupardin. Le chanoine Pierre Cavard a travaillé d'après les archives de l'Isère sur ces vicomtes, leurs rapports généalogiques étroits et la descendance vers les familles qui dominèrent ensuite le viennois, à savoir les comtes d'Albon, les familles de La Tour-du-Pin, de Malleval, de Bressieux, d'Ornacieux, et enfin les de Beauvoir de Marc puis de Villeneuve de Marc plus particulièrement cités par Joseph Cottaz. Isabelle Cartron a plus récemment publié une étude de cette filiation. Enfin les actes répertoriés par le chanoine Ulysse Chevalier du Regeste dauphinois sont la principale source décrivant les familles médiévales du Dauphiné.

## Liste des vicomtes de Vienne
Les vicomtes de Vienne sont,,,, :
- Angelboton (870)
- Arlulfe ou Erlulfus (876-889)
- Bérilon (896-902)
- Engelbert (923-943)
- Ratburne I (912-935)
- Ratburne II (945-977)

## Généalogie
Angelboton est nommé dans le comté de Vienne avec son épouse Anne dès août 842, connu comme vicomte de Vienne en présence du comte Gérard de Vienne et de l'archevêque Adon en avril 870. Il a comme fils Warnefredus, décédé après juin 882, diacre, et Arlulfe qui lui succède à ce titre.
Arlulfe, Erluinus ou Erlulfus selon les écrits, vicomte de Vienne, est mentionné dans la notice d'un plaid qu'il tint à Vienne entre 871 et 875 avec l'archevêque Adon, missi de Boson,. Arlulfe, avec sa femme Adoara, pour le souvenir de son nom, de ceux de son père Angelboton et de son épouse Anne, donne le 5 novembre 883 à la basilique de St-Maurice, que régit l'archevêque Octranne (Ottramne), des biens situés au pagus de Vienne, dans l'ager d'Albon, dans la villa d'Anneyron. Le titre vicomtal aurait été transmis de façon héréditaire à son fils Bérilon,,.
Bérilon, vicomte de Vienne en 896, décédé avant mai 927. Il est cité en 896 dans cet acte au côté de Louis, roi de Provence, à la sollicitation de Bernoin/Barnoin, archevêque de Vienne. En avril 903, l'empereur Louis, à l'instigation de l'archevêque de Vienne Rainfroi (Ragamfredus), son protonotaire, et du comte Hugues, son parent, concède au vicomte Bérilon la propriété des villas Ponssin et Chavanay, avec l'église de St-Jean, au pagus de Vienne. Il est marié avec Ermengarde,, décédée avant mai 927. Cette épouse du vicomte Bérilon de Vienne est nommée par Auguste Bernard comme Ermengardis de Lorraine, sans plus de précision. Frédéric Charles Jean Gingins de la Sarraz la considère comme fille de Lothaire II de Lotharingie. Elle pourrait être également une fille non mentionnée jusqu'alors de Louis l'Aveugle, d'après la présence dans le Regeste dauphinois, en 909, d'Hermengarde, fille de l'empereur Louis, qui fait des dons ecclésiastiques en Italie en compagnie de comtes francs, lombards et teutons, d'évêques et de juges. D'Ermengarde, le vicomte Bérilon a comme fils :
- Sobon, décédé après le 6 février 949, archevêque de Vienne en 926 et 948, puis moine à la fin de ses jours[ReD 10].
- Engelbert, mentionné le 25 décembre 923 en compagnie de sa deuxième épouse Nonia, récompensé par l'empereur Louis, qui lui confirme la propriété des biens qu'ils possèdent aux comtés de Vienne et de Lyon[ReD 11]. En mai 927, Engelbert, pour le repos de l'âme de ses père et mère Berlion et Ermengert, donne à l'église dédiée à l'apôtre St-André et à St-Maxime, don renouvelé en août 940 avec sa troisième femme Teutberga[ReD 8],[ReD 12]. En mars 943, il fait don en tant que vicomte avec sa femme Theutberge et son fils Théobald, à Boson, de certains biens réversibles après sa mort au chapitre de St-Maurice[ReD 13].
  - Avec sa première épouse Emelt, Engelbert a comme fils Siboud, décédé après le 13 avril 925, comte de Vienne[ReD 14],[8].
  - Leur autre fils Teutbert ou Théobald, également cité ci-dessus en mars 943 est comte de Vienne[8]. Il est marié avec Aimenrada, décédée avant 954. Teutbert et Aimenrada ont comme enfants : Arlulfus, avec le même prénom que son ancêtre quatre générations ci-dessus, décédé après 954, qui fait don pour le repos de l'âme de son père Teodbert, de sa mère Aimenrada et de son frère Sigibod, à l'église de Romans, de ce qu'il possède à la villa Vinonia, dans l'ager d’Annonay et le pagus de Vienne[ReD 15].
- Ratburne I, vicomte de Vienne marié avec Giberge[5], citée par son fils Ratburne II le 22 septembre 976[ReD 16]. En mai 935 une dénommée Rihelt donne à son mari Ainon divers biens au pagus de Vienne, limitant la terre du vicomte Ratburne et de son frère Ingelbert[ReD 17]. Leurs enfants sont:
  - Hector, évêque du Puy (923-929).
  - Ratburne II, vicomte de Vienne et son épouse Willa de Vion, vers mars 977, qui abandonnent des prétentions sur diverses terres à Massieu et à Vienne[ReD 18]. Willa de Vion est la nièce de Guigues Ier de Vion, comte de Vion, comte de Viennois à l'origine des comtes d'Albon[10]. « Vienne, août 912. Vego (Vigo) comte par la grâce de Dieu, donne à l'église dédiée au St-Sauveur et à St-Maurice, dont Alexandre est archevêque, pour une messe quotidienne, un manse avec courtil. vigne et champs situés à Estressin, au comté de Vienne, il est confiné par la terre comtale de St-Maurice, celle de l'empereur, le Rhône et le chemin public. Souscrivent le comte Boson, le vicomte Ratburne »[ReD 19]. Ratburne et Willa ont de nombreux enfants qui sont cités dans une charte de Cluny datée du 22 septembre 976[8], à savoir Duran, Rostaing, Adémar, Frédebert décédé après mai 980, marié avec Adalidis[ReD 20], et Berlion tous fils nommément de Ratburne.

En août 994 : Bérilon et sa femme Leutgarde, du consentement de leur fils Bérilon, donnent à l'église de St-Maurice de Vienne, sous l'archevêque Thibaud, ce qui leur appartenait in villa Buxio, dans l'ager de Cheyssieu.
Selon Baluze en 1708, cité par la Foundation for Medieval Genealogy, ce Berlion serait vicomte de Vienne, fils d'un Geraud de La Tour, comte d'Auvergne et de Gausberge, ce site précise bien dans ses appendices que ces actes cités à Brioude n'ont jamais été retrouvés, ils ne sont pas présents dans le Regeste dauphinois. Par ailleurs Baluze cite un acte de Chorier en 1004 qui mentionne une filiation de Geraud de La Tour vers Bérilon nommé comme vicomte de Vienne. Cet acte avait dès 1722 été considéré comme un faux par Jean Pierre Moret de Bourchenu. René Poupardin en 1901 dit ne pas avoir eu connaissance de cet acte de Chorier dans le Cartulaire de Saint-Maurice de Vienne et n'intègre pas Géraud dans la filiation.

## Descendance vers les familles nobles du Viennois
Depuis le premier vicomte de Vienne Berilon en 896, existe une descendance deux siècles plus tard attachée à une terre dite Bérilonique, décrite ainsi dans le Regeste dauphinois : « 28 janvier 1083. Bérilon, sa femme. Adalsende et ses fils cèdent en alleu au monastère de St- André et à l'abbé Humbert, avec l'assentiment de leurs chevaliers, tout l'héritage qu'avaient tenu Barnard, prêtre de Moydieu et son fils Garnier, d'Artaud, père de Bérilon et de lui même ; celle terre, dite Bérilonique se trouve dans l'intérieur et autour de la villa de Moydieu ».
Ainsi, de Bérilon marié avec Leutgarde en 994, sont issus des nobles répondant au nom de Bérilon, Berlion, Bornon, Burnon avec une onomastique proche qui donneront des branches dans les territoires d'Ornacieux, de Bressieux, de Pusignan, de La Tour du Pin et de Beauvoir de Marc.
- Bérilon engendre un autre Bérilon marié avec Ildéardis après 1032[ReD 23].
  - Un des fils Artaud nommé dans l'acte ci-dessus de 1083 est seigneur de Pressins. À sa suite, Bérilon est également seigneur de Pressins, marié avec Adalsende en 1083[13], puis un Berlion de la Tour en 1107, accompagné de ses fils Girold et Walllon[ReD 24]. Girold de La Tour après 1030 est à l'origine d'Arbert ou Albert Ier de la Tour du Pin[ReD 25],[3].
  - Le chanoine Rostaing, du consentement de son frère Artaud, vers 1083, fait une donation à l'église de Saint-Maurice de Vienne concernant des biens qu'il avait à Reventin, avec la signature de l'archevêque[ReD 26]. En 1083, le chanoine Rostaing de Beauvoir et ses trois frères nommés Ervisus, Sieboud (doyen de la cathédrale Saint Maurice de Vienne)  et Burnon de Beauvoir de Marc rendent au monastère de St-André et à l'abbé Humbert la chapelle de Septême[ReD 27].
- Bornon d'Ornacieux, « de majoribus Viennensibus » et ses fils donnent en 1001 à l’abbaye de Saint-Pierre, pour leur salut et pour leur sépulture, une église et des terres dans l’ager de Cheyssieu et la villa de Monsteroux. Bornon dut mourir vers 1036. Son nom était inscrit dans l’ancien obituaire de Saint-Maurice, à cause des 50 livres d’argent qu’il avait données pour faire restaurer le mur droit de la cathédrale[3].
- Bérilon de Bressieux, sa femme Raymodis et son fils Burnon donnent le 28 novembre 1025 à l'église fondée près des murs de Vienne, l'église de Saint-Pierre au Grand-Serre, dans la Valloire  au pagus de Vienne[ReD 28].
- Hector de Vienne. En 1040, l'archevêque Léger rend son amitié au chevalier Hector, qui lui avait fait la guerre, sur sa promesse de lui être plus fidèle qu'à tout autre, de ne plus forfaire et de donner des otages. Hector est cité frère de Bérilon[ReD 29].

### Regeste dauphinois(1912-1926)
(Voir section « Bibliographie »)
1. ↑  p. 112, acte no 667, 842 (présentation en ligne).
2. ↑  p. 130, acte no 773, 870 (présentation en ligne).
3. ↑  p. 144, acte no 845, 882 (présentation en ligne).
4. ↑  p. 131, acte no 780, 871/875 (présentation en ligne).
5. ↑  p. 144, acte no 849, 883 (présentation en ligne).
6. ↑  p. 156, acte no 918, 896 (présentation en ligne)
7. ↑  p. 165, acte no 973, 903 (présentation en ligne).
8. 1 2  p. 183, acte no 1077, 927 (présentation en ligne).
9. ↑  p. 170, acte no 1002, 909 (présentation en ligne).
10. ↑  p. 202, acte no 1197, 949 (présentation en ligne).
11. ↑  p. 179, acte no 1052, 923 (présentation en ligne).
12. ↑  p. 189, acte no 1114, 937/940 (présentation en ligne).
13. ↑  p. 196, acte no 1162, 943 (présentation en ligne).
14. ↑  p. 181, acte no 1066, 925 (présentation en ligne).
15. ↑  p. 206, acte no 1227, 952/954 (présentation en ligne).
16. ↑  p. 230, acte no 1379, 976 (présentation en ligne).
17. ↑  p. 188, acte no 1106, 935 (présentation en ligne).
18. ↑  p. 232, acte no 1387, 977 (présentation en ligne).
19. ↑  p. 174, acte no 1022, 912 (présentation en ligne).
20. ↑  p. 235, acte no 1410, 980 (présentation en ligne).
21. ↑  p. 248, acte no 1489, 994 (présentation en ligne).
22. ↑  p. 407, acte no 2369, 1083 (présentation en ligne).
23. ↑  p. 293, acte no 1740, 1032 (présentation en ligne).
24. ↑  p. 504, acte no 2951, 1107 (présentation en ligne).
25. ↑  p. 587, acte no 3459, 1130 (présentation en ligne).
26. ↑  p. 407, acte no 2364, 1083 (présentation en ligne).
27. ↑  p. 406, acte no 2363, 1083 (présentation en ligne)
28. ↑  p. 283, acte no 1687, 1025 (présentation en ligne).
29. ↑  p. 306, acte no 1808, 1040 (présentation en ligne).

### Autres références
1. 1 2 3 4 5 6 7  Auguste Bernard, Essai historique sur les vicomtes de Lyon, de Vienne et de Mâcon du XIe au XIIe siècle, Saint-Étienne, Chevalier, 1867 (lire en ligne), p17-25
2. 1 2 3  Isabelle Cartron, Les Pérégrinations de Saint-Philibert. Genèse d’un réseau monastique dans la société carolingienne, Presses Universitaires Rennes, Presses universitaires de Rennes, janvier 2010, 456 p. (ISBN 978-2-7535-0955-9), p240-252.
3. 1 2 3 4 5  Pierre Cavard, La noblesse viennoise. De la boutique au manoir, 1963-1967, 361 p., Ouvrage manuscrit p1-44
4. 1 2 3 4 5  Frédéric Charles Jean Gingins de la Sarraz, Mémoires pour servir à l'Histoire des royaumes de Provence et de Bourgogne-Jurane. Deuxième partie, Les Hugonides, 1851-1853.
5. 1 2 3  René Poupardin, Le Royaume de Provence sous les Carolingiens, 855-933, Paris, Librairie Émile Bouillon, 1901, « Appendice IX », p. 351-356
6. ↑  Joseph Cottaz, Beauvoir-de-Marc : Son histoire, la ville et le château Xe siècle, l'église XIe siècle, Vienne, Editions Ternet-Martin, 1963, p13-60
7. 1 2  Ulysse Chevalier, Regeste dauphinois, ou Répertoire chronologique et analytique des documents imprimés et manuscrits relatifs à l'histoire du Dauphiné, des origines chrétiennes à l'année 1349 (T1, fascicules 1-3), vol. 1, Valence, Imp. valentinoise, 1913
8. 1 2 3 4 5  (en) Foundation for Medieval Genealogy, « Vicomtes de Vienne », sur fmg.ac/MedLands (Foundation for Medieval Genealogy) (consulté en janvier 2020).
9. ↑  (de) Detlev Schwennicke, Europäische Stammtafeln, XV : La Bourgogne au Moyen Age, Marbourg, J. A. Stargardt, 1993 (ISBN 3-465-02738-8), Table 104
10. ↑  « Académie Delphinale »
11. ↑  Étienne Baluze, Histoire généalogique de la maison d'Auvergne justifiée par chartes, titres, histoires anciennes & autres preuves authentiques. Tome 2, Paris, A. Dezallier, 1708, p. 476.
12. ↑  Jean Pierre Moret de Bourchenu, Histoire de Dauphiné et des Princes qui ont porté le nom de Dauphins, vol. 1, t. premier, Genève, Chez Farbri et Barrillot, Libraires, 1722, p155.
13. ↑  Bulletin d'histoire ecclesiastique et d'archéologie religieuse des diocèses de Valence, Gap, Grenoble et Viviers, t. XII, 1892, Romans (lire en ligne), p. 217-219